# Demiterm
Demiterm (fr. demiterme, av demi, "halv-", och terme, "termin, havandeskap"), dyna, som under franska direktoriets tid (senare hälften av 1790-talet) kvinnorna nyttjade för att låtsa havandeskap. I mitten av 1800-talet höll bruket av demitermer på att åter komma på modet.